# Plegapteryx viridis
Plegapteryx viridis là một loài bướm đêm trong họ Geometridae.